# قلعه خرگوشی
قلعه خرگوشی، کاروانسرایی است در مسیر جاده قدیم یزد به اصفهان قرار داشته است. قلعه ای که در مرز دو استان تاریخی و دوست داشتنی (یزد و اصفهان) واقع شده است.
در بیابان های یزد و در نزدیکی شهر ورزنه، کاروانسرای سنگی زیبایی قرار دارد که از روزگار صفویان تا به حال پا برجا مانده است. کاروانسرای شگفت انگیزی به نام قلعه خرگوشی (Rabbits Castle) که بنای استوار و سنگی اش را باید در ۳۰ کیلومتری تالاب گاوخونی ببینید. جایی در میانه جاده قدیمی یزد- اصفهان که تا شهر عقدا و تا شهر ورزنه حدود 60 کیلومتر فاصله دارد.
برای رسیدن به کاروانسرای قلعه خرگوشی می توان از مسیر ورزنه – کوه سیاه و سپس قلعه خرگوشی استفاده کرد.
مسیر دیگری نیز برای رسیدن به این کاروانسرای کویری، از شهر عقدا که در مسیر اردکان-نائین قرار دارد، جدا می‌شود و بعد از پشت سر گذاشتن روستاهای مزرعه‌نو، خلیل‌آباد و سروعلیا شما را به بیابان خرگوشی می رساند. از اینجا به بعد باید مسافتی درحدود ۲۵ کیلومتر را در کویر طی کنید تا به این کاروانسرا برسید. مسیرها از اردکان تا سرو علیا آسفالته است، ولی ازآنجا تا قلعه خرگوشی شنی است.

## جمعیت
این قلعه در بخش عقدا شهرستان اردکان استان یزد قرار دارد و براساس سرشماری مرکز آمار ایران در سال ۱۳۸۵، جمعیت آن کمتر از سه نفر می باشد.